# 阿韋紐城 (密蘇里州)
阿韋紐城（英語：Avenue City）是位於美國密蘇里州安德魯縣的非建制地區。

## 歷史
阿韋紐城的郵局於1878年設立，其後於1913年停運。

## 地理
阿韋紐城所處的海拔為高於海平面271米（即889英呎），而該地所採用的時區為UTC-6，即北美中部時區（CST）。同時該地設有夏令時間，為UTC-6調快一小時，即UTC-5（CDT）。